# Normativa energètica a Espanya
La Normativa energètica a Espanya conté els diferents criteris sobre els agrocombustibles espanyols, publicats al llarg del temps, que es resumeixen en la següent taula:
| NORMA | CONTINGUT | COMENTARIS |
| --- | --- | --- |
| Llei 53/2002, de 30 de desembre, de Mesures Fiscals, Administratives i Ordre Social. | S'estableix un tipus zero de l'Impost d'Hidrocarburs per als agrocombustibles fins al 2012 per compensar per al moment el seu major cost de producció.                                                                                             | Primera norma referent als agrocombustibles amb la voluntat d'incentivar el seu ús. Es citen les evidents avantatges energètiques i ambientals que presenten els agrocombustibles.                                                        |
| Reial Decret 1700/2003 de 15 de desembre, pel que es fixen les especificacions del gas-oil, gasolina, fueloil, i gasos liquats del petroli, així com l'ús dels biocarburants actualitzat amb el Reial Decret 61/2006. | Les barreges de bioetanol amb benzina i de biodièsel amb gas-oil menors al 5% no requereixen un etiquetat especial. A més de la informació al consumidor, regula també les necessitats tècniques d'emmagatzematge, i la utilització en automòbils. | Transposició de les Directives 2003/17/CE i 2003/30/CE, assumint per primera vegada els objectius a complir i especificacions tècniques. Desenvolupament de la Llei 53/2002 amb modificacions per a una adaptació a la normativa europea. |
| Reial Decret 1739/2003, de 19 de desembre amb el que es modifica el Reglament d'Impostos Especials. | Concreta aspectes relatius al control dels establiments on els agrocombustibles s'obtinguin o es comercialitzin. | |
| Pla d'Energies Renovables 2005-2010, aprovat l'agost del 2006. | Assumeix els objectius europeus, amb un lleuger escreix, 5,83% en agrocombustibles per al 2010. | |
| Llei 12/2007, de 2 de juliol, per la que es modifica la Llei 34/1998 del Sector d'Hidrocarburs. | Següents objectius anuals de percentatge de relació de biocarburants amb fins de transport: Any 2008: 1,9% (indicatiu) Any 2009: 3,4% (obligatori) Any 2010: 5,83% (obligatori)                                                                    | La modificació de l'anterior llei respon a la finalitat d'adaptar-la a les disposicions de la Directiva 2003/55/CE, de 26 de juny de 2003, sobre normes comuns pel mercat interior de gas natural.                                        |